# Telesanterno
Telesanterno è una rete televisiva italiana regionale. In passato ha fatto parte dei circuiti televisivi nazionali italiani Euro TV e Odeon TV.

## Storia
Telesanterno nacque il 10 febbraio 1976 in via Fratelli Cervi, 6, Casalfiumanese (Bo), fondata da Domenico Berti delle Ceramiche Berti. Fu una delle prime cinque emittenti italiane via etere. Copriva la Romagna e buona parte  dell'Emilia.

Il palinsesto proponeva un videogiornale (una fra le prime giornaliste ad apparire in video fu Rosanna Marani), film, programmi musicali, la rubrica Telesanterno sport, il quiz Gioco a scuola, la rubrica Romagna agricola, lo spettacolo Il grifo, le rubriche La tavolozza e Bar Campione e il programma di folklore Pierina e la bassanot. Durante l'orario notturno andava in onda una trasmissione erotica con protagonista Ilona Staller. Telesanterno proponeva anche gli incontri di calcio del Bologna. In redazione c’era Gianna Tani, la futura “signora dei provini” di Mediaset.
Il palinsesto offriva anche commedie musicali, il programma di letteratura Un occhio in libreria, condotto da M. Desani, documentari, speciali musicali dedicati ai cantautori italiani, le rubriche Magic Mixer, Meditiamo insieme, Serata per anziani, Concerto di liscio e il programma di Maurizio Seymandi Superclassifica Show. Sul fronte religioso proponeva Esperienze di fede.
Il programma di punta era Ed è subito sabato presentato da Daniele Piombi, un talk-show che ospitava personaggi del mondo dello sport, della politica, del teatro e della canzone. Nei primi anni la valletta di Piombi fu l'attrice Serena Grandi.
Nel 1982 Telesanterno aderisce al consorzio Euro TV. Nel 1983 viene rilevata dall'imprenditore modenese Rossano Belleli, che trasferisce gli studi a Castel Maggiore, più vicino a Bologna. Nel 1987 aderisce al consorzio Odeon TV mandando in onda i programmi nazionali del circuito e mantenendo una fascia dedicata alla programmazione locale. Nel 1988 Telesanterno viene acquistata da Flavio Bighinati (che acquista anche Telecentro, storica emittente bolognese, la ferrarese Telestense e, seguito, l’emittente radiofonica Radio Alfa).
I dati Auditel 2005 hanno assegnato a Telesanterno 224.458 telespettatori nel giorno medio. Dal 3 novembre 2011 Telesanterno rientra nel circuito di televisioni locali che trasmettono il nuovo programma di Michele Santoro, Servizio pubblico.

## Programmi

### Rubriche
- Telesanterno Cronache (telegiornale)
- Ara Pacis, con Enrico Cisnetto (approfondimento/informazione)
- In primo piano
- Coming Soon (novità cinematografiche)
- Con i piedi per terra (agricoltura, in onda ininterrottamente dal 12 novembre 1994, sempre condotta da Gabriella Pirazzini)
- Comuni alla ribalta (cultura)
- Cna News (economia)
- Yellow (motori)
- Salute e sanità (sanità)

### Programmi d'intrattenimento
- Ed è subito sabato, presentato da Daniele Piombi; regia di Giampaolo Gulmanelli.
- Musica maestro
- Dolceamaro, con Silvano Silvi
- Poker night

### Programmi sportivi
- Il Pallone Gonfiato Live
- Il Pallone Gonfiato Classic
- Sport Day by Day

### Telenovelas
- Stellina

## Canali televisivi (Canale 9 Consorzio)
| LCN   | Canale                       | Note       |
| ----- | ---------------------------- | ---------- |
| 76    | Emilia-Romagna e Dintorni TV | FTA        |
| 77    | Telesanterno                 | FTA        |
| 79    | GIOVANNI PAOLO TV            | FTA        |
| 80 86 | Di.TV DITV                   | FTA        |
| 85    | LIFE ZONE                    | FTA        |
| 89    | RTA Videotaro                | FTA (HDTV) |
| 90    | ER 24                        | FTA        |
| 91    | Magazine Tv 76               | FTA        |
| 92    | DiTv92                       | FTA        |
| 93    | RTR99 TV                     | FTA        |
| 110   | TvQui 24                     | FTA        |
| 111   | Sestarete Motor              | FTA        |
| 112   | Sesta Rete                   | FTA        |
| 113   | Sesta Rete Stile             | FTA        |
| 114   | ADN 24 Emilia-Romagna        | FTA        |
| 116   | ON AIR                       | FTA        |
| 119   | Gusto tv                     | FTA        |
| 175   | MOTORI TV                    | FTA        |
| 176   | TUA_CHANNEL                  | FTA        |
| 177   | PROMOVIDEO TV                | FTA        |
| 181   | STAR 3                       | FTA        |
| 182   | STAR 6                       | FTA        |
| 183   | CULTURA VIVA                 | FTA        |
| 184   | PROXIMA TV                   | FTA        |
| 185   | LIBERA TV                    | FTA        |
| 186   | LIBERA FAMIGLIA              | FTA        |
| 187   | LIBERA SPORT                 | FTA        |
| 189   | LIBERA PIÚ                   | FTA        |
| 190   | VUEMME                       | FTA        |
| 351   | 70-80.tv                     | FTA        |
| -     | BUSINESS CHANNEL             | FTA        |